# Majed Radhi al-Sayed
Majed Radhi Mubarak al-Sayed (* 31. Januar 1993) ist ein kuwaitischer Leichtathlet, der sich auf den Zehnkampf spezialisiert hat, aber auch in anderen Disziplinen an den Start geht. 2018 wurde er Hallenmeister im Siebenkampf und 2019 gewann er bei den Asienmeisterschafte die Silbermedaille im Zehnkampf.

## Sportliche Laufbahn
Erste internationale Erfahrungen sammelte Majed Radhi al-Sayed bei den Juniorenasienmeisterschaften 2012 in Colombo, bei denen er mit 5957 Punkten die Silbermedaille gewann. 2015 wurde er bei den Arabischen Meisterschaften in Manama mit 6511 Punkten Vierter, wie auch bei den Asienmeisterschaften in Bhubaneswar mit 7441 Punkten. Anschließend siegte er mit 7118 Punkten bei den Arabischen Meisterschaften in Radès. 2018 siegte er mit neuem Landesrekord von 5228 Punkten im Hallensiebenkampf bei den Hallenasienmeisterschaften in Teheran. 2019 siegte er mit 7232 Punkten bei den Arabischen Meisterschaften in Kairo und gewann bei den Asienmeisterschaften in Doha mit 7872 Punkten die Silbermedaille hinter dem Japaner Keisuke Ushiro. Im Oktober schied er bei den Militärweltspielen in Wuhan mit 7,27 m in der Weitsprungqualifikation aus. 2022 gewann er bei den Islamic Solidarity Games in Konya mit übersprungenen 4,80 m die Bronzemedaille im Stabhochsprung hinter dem Türken Ersu Şaşma und Hussein al-Hizam aus Saudi-Arabien und im Jahr darauf belegte er bei den Westasienmeisterschaften in Doha mit 4,30 m den sechsten Platz. 2024 musste er den Siebenkampf bei den Hallenasienmeisterschaften in Teheran vorzeitig beenden.
2016 wurde al-Sayed kuwaitischer Meister im Zehnkampf.

## Persönliche Bestleistungen
- Stabhochsprung: 4,80 m, 23. April 2019 in Doha
- Weitsprung: 7,77 m (+0,7 m/s), 6. Juli 2017 in Bhubaneshwar
- Zehnkampf: 7838 Punkte: 23. April 2019 in Doha (kuwaitischer Rekord)
  - Siebenkampf (Halle): 5228 Punkte: 2./3. Februar 2018 in Teheran (kuwaitischer Rekord)